# XOXO (Repezen Foxxの曲)
「XOXO」（エクソエクソ）は、Repezen Foxxの楽曲。2022年8月19日に96枚目の配信限定シングルとしてリリースされた。

## 概要
タイのラッパー、SPRITEとのコラボ曲。前作「TOP ONE」より僅か5日後のリリース。リリース直後よりTikTokで振付が話題となり、ミュージックビデオはこれまでに2000万回再生を超えている。
また2023年4月23日には「XOXO (remix)」を配信限定でリリース。

## 収録曲
1. XOXO (feat. SPRITE) [2:29]
作詞：DJ GINTA、DJ WAKI、SPRITE / 作曲：ChibaNyan